# Spathulocepheus amazonicus
Spathulocepheus amazonicus är en kvalsterart som beskrevs av Balogh och Sandór Mahunka 1969. Spathulocepheus amazonicus ingår i släktet Spathulocepheus och familjen Carabodidae. Inga underarter finns listade i Catalogue of Life.